# El manantial de la doncella
El manantial de la doncella (en sueco: Jungfrukällan) es una película sueca dirigida por Ingmar Bergman, realizada en 1959 y estrenada en 1960. La historia está basada en una balada sueca del siglo XIII adaptada a la pantalla por Ulla Isaksson, con la Suecia medieval como escenario es un cuento de venganza de una familia tras el asesinato de su hija. Es considerada una de las primeras cintas del subgénero de cine de violación y venganza.

## Sinopsis
La historia se desarrolla en la Suecia medieval tardía. Karin, la hija de un próspero cristiano, es designada para llevar velas a la Virgen en la iglesia. Karin va acompañada por Ingeri, su criada embarazada, quien secretamente adora a la deidad nórdica Odín. En su camino a caballo por el bosque, Ingeri se asusta cuando llegan a un molino y se separan, y Karin continúa sola su camino.
Ingeri encuentra a un tuerto en el molino. Cuando le pregunta por su nombre, él enigmáticamente responde que ninguno "por estos días". El tuerto le dice a Ingeri que él puede ver y escuchar cosas que los otros no. Cuando le hace avances sexuales y le promete poder, Ingeri huye llena de terror. Mientras tanto, Karin se encuentra a tres pastores (dos hombres y un niño) y los invita a almorzar con ella. Al final, los dos hombres mayores violan y asesinan a Karin mientras Ingeri observa, oculta, a la distancia. Los dos hombres se van, llevando consigo las ropas de Karin. El niño se queda con el cuerpo, pero no soporta la situación y rápidamente es presa de la culpa.
Sin saberlo, los pastores buscan refugio en el hogar de la doncella asesinada. Sus padres descubren que los pastores asesinaron a su hija cuando le ofrecen las ropas de Karin a la madre. Después de que se duermen, la madre de Karin cierra con llave al trío en la habitación. Ingeri vuelve a la granja y se derrumba ante el padre y le cuenta la violación. No menciona su encuentro con el tuerto. Colérico, el padre acuchilla a uno de los pastores y asesina a los otros dos con sus propias manos.
El mismo día, los padres van a buscar el cuerpo de Karin con la ayuda de Ingeri. Aunque el padre dice que no entiende por qué Dios permitió que ocurriera tal cosa, promete que construirá con sus propias manos una iglesia en el sitio donde encontró a su hija. Cuando los padres levantan del suelo la cabeza de Karin, empieza a manar un manantial en el punto donde yacía la muchacha. Ingeri empieza a lavarse con el agua y los padres limpian la cara llena de barro de su hija.

## Reparto
- Max von Sydow - Töre
- Birgitta Valberg - Märeta
- Gunnel Lindblom - Ingeri
- Birgitta Pettersson - Karin
- Axel Düberg - Pastor delgado
- Tor Isedal - Pastor mudo
- Allan Edwall - Mendigo
- Ove Porath - Niño
- Axel Slangus - Guardián del Puente
- Gudrun Brost - Frida
- Osca Ljung - Simon
- Tor Borong - Agricultor
- Leif Forstenberg - Agricultor

## Premios
Esta obra ganó el Oscar a mejor película en lengua extranjera y muchos otros premios internacionales entre los que destaca el Globo de Oro a la mejor película de habla no inglesa o una mención especial en el Festival Internacional de Cine de Cannes de 1960. El filme debe su belleza a la forma puramente descriptiva de relatar los hechos, y esta belleza reside en el esplendor de las imágenes, ayudadas por la transmisión del clima y moralidad de la remota época a la que se refiere.
Oscar 1960
| Categoría                          | Persona                            | Resultado |
| ---------------------------------- | ---------------------------------- | --------- |
| Mejor película de habla no inglesa | Mejor película de habla no inglesa | Ganadora  |
| Mejor diseño de vestuario          | Marik Vos-Lundh                    | Candidato |

## Ediciones en DVD y Blu-ray Disc
En lengua española fue editada en DVD por primera vez por Manga Films (Barcelona 2006), dentro de la Colección Ingmar Bergman, y en Blu-ray Disc por Vértice Cine (Barcelona, diciembre, 2011).